# Автострада А7 (Італія)
Автострада A7 — це італійська автомагістраль, яка з'єднує Мілан з Генуєю.
Ділянкою автомагістралі Мілан – Серравалле-Скривія керувала компанія "Мілан Серравалле – кільцеві дороги Мілана", концесія якої триває до 2028 року.